# 三原脩
三原 脩（みはら おさむ、1911年11月21日 - 1984年2月6日）は、香川県仲多度郡神野村（現：まんのう町）出身のプロ野球選手（内野手、右投右打）・監督・球団経営者。
監督としての通算3248試合はNPB歴代最多記録。通算1687勝は歴代2位。
出生時の本名および読売ジャイアンツ総監督退任までの表記は「三原 修」（読み同じ）。
パシフィックリーグとセントラルリーグ両方でペナントを制した初めての監督である。
長女の三原敏子は中西太の妻であり、三原は中西の義父に当たる。

## 来歴

### プロ入り前～早大時代のホームスチール

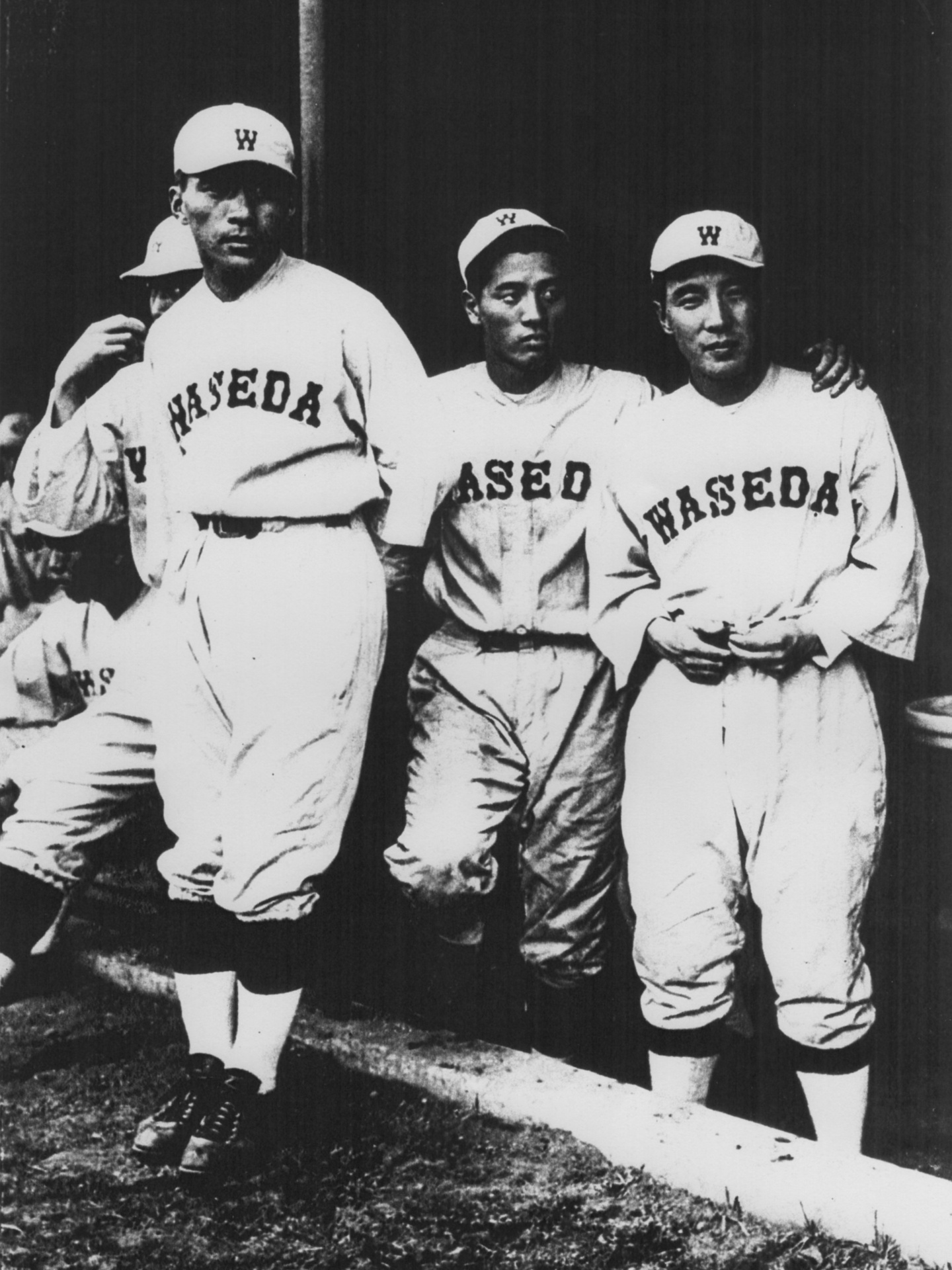
秋季の早明戦にて
左から弘世正方、三原、萩原寛男

1911年11月21日に香川県仲多度郡神野村（現：まんのう町）で生まれる。生家は地元でも有名な大地主で、修は末っ子として何ひとつ不自由なく育った。香川県立丸亀中学校入学後から野球にのめり込み、将来は修が官吏になることを望んだ父親の意向で香川県立高松中学校に転校させられたが、校長は文武両道を推進しており、野球部入部を条件に転入を承認した。高松中学校では遊撃手として投手の梶原英夫（のち東京帝国大学）らと共に第14回全国中等学校優勝野球大会へ出場し、準決勝まで進出したが雨天コールドで敗退となった。また、当時の野球部マネージャーを務めていたのは、のちに日本社会党委員長に就任する成田知巳だった。
高松中学校を卒業した三原は第四高等学校を受験するが、三原の先輩にあたる水原義明が在籍していた早稲田大学から勧誘されて入学する。早稲田大学野球部では1年生から二塁手として活躍し、特に1931年春季の、いわゆる「早慶戦」2回戦で水原茂を相手に敢行したホームスチールは長い早慶戦史に名を残すほどの大きなプレーだった。このホームスチールで勝ち越しに成功した早稲田大学は流れを掴んでその後も加点して6-3で勝利を挙げ、早稲田大学は対戦成績を1勝1敗として1930年春季からの早慶戦の連敗を5で止めることが出来た。
しかし、三原は1933年の春のリーグ戦後、結婚を機にグローブを練習場に叩きつけて野球部を退部し、帰郷した。故郷では野球から離れた生活を送っていたが、大学中退を許さない三原家の空気のなか、同年に復学。復学したものの本来理系の三原は商科の授業に精が出ず帰郷。その後、大学時代のレギュラー弘世正方（1931年春季リーグ首位打者）が弘世助太郎日本生命社長の甥っ子であることを縁に同社に入社し大阪府へ転居、あわせて弘世らに勧誘されて全大阪でプレーを始めた。三原の六大学リーグ戦の成績は通算67試合に出場し、231打数68安打、打率.294だった。

### 現役時代～契約第1号の選手

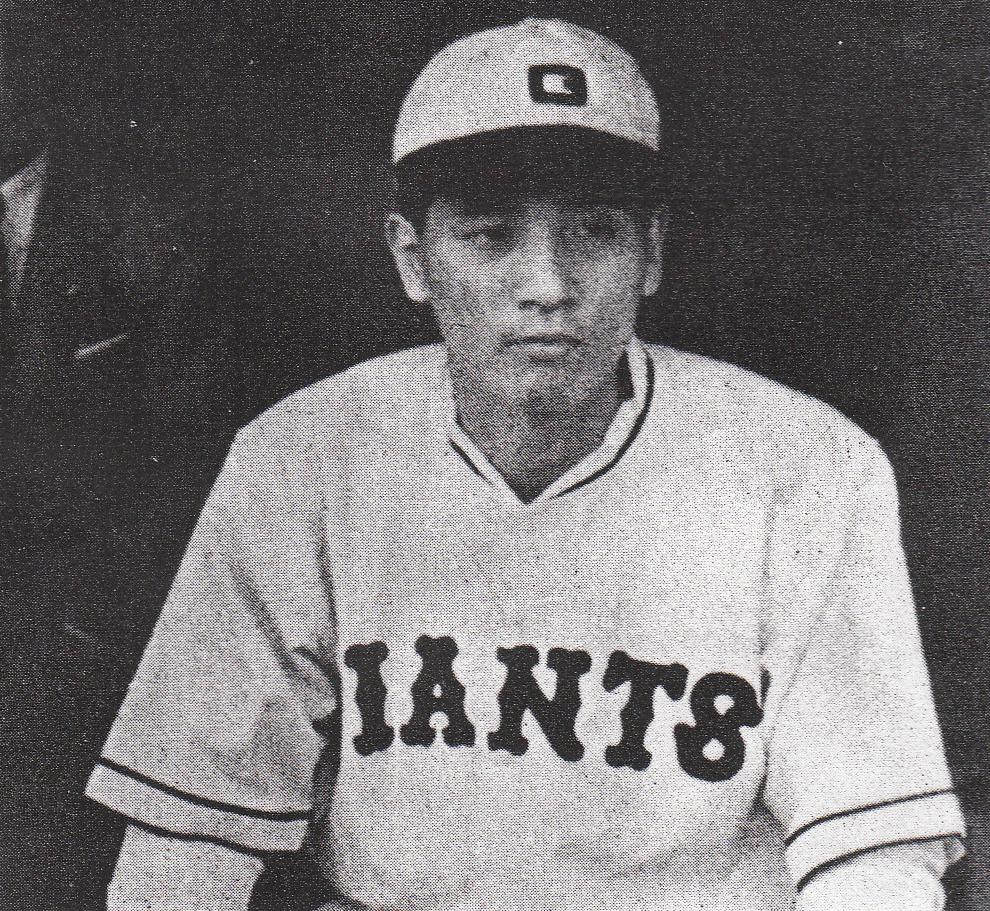
東京巨人軍内野手時代の三原（1938年）

1934年6月6日、大日本東京野球倶楽部に契約選手第1号として入団する。チームは半年後の同年12月26日に発足するが、その直後の1935年1月に入営のために一度退団する。日本初のプロ野球である日本職業野球連盟（職業野球、1939年から日本野球連盟）が発足した1936年9月に、後身である東京巨人軍の選手兼助監督として復帰すると、同年9月に行われた「茂林寺の特訓」では、監督を務める藤本定義の片腕として成果を挙げるのに大きな役割を果たした。
1937年春季では「3番・二塁手」のレギュラーとしてチーム2位の24打点を記録したが、同年に再び応召され、中国戦線へ出征した。その際に南翔で大腿部を貫通する銃創を受ける。
1938年に三度復帰するが、同年には二塁手のレギュラーを新人の千葉茂に譲る形となった。一説では、当時の三原は株式の売買に忙しく、しばしば地方遠征の不参加があったという。それでも同年の秋季には二塁手のレギュラーに返り咲き、打順も1番を任される。大阪タイガースとの優勝決定戦第1戦終了後、塁審の杉村正一郎が下した判定に不満を持った藤本が抗議のために審判室へ入ろうとしたため、これを止めようと三原が追いかけるが、偶然にも三原の手にはバットが握られていたために藤本だけでなく三原に対しても日本職業野球連盟から出場停止処分と罰金が課されることになった。三原自身はバットこそ握っていたとはいえ、何もしていないのに処罰されたことを不服としてそのまま現役を引退、東京巨人軍を退団した。

### 新聞記者から巨人の監督へ
現役引退、東京巨人軍を退団した三原は報知新聞社で記者として活動するも、三度目の応召を受けビルマ戦線に従軍した。終戦後は読売新聞社運動部の記者として勤務し、野球評を中心に記述していた。
そんな中、東京巨人軍が「読売ジャイアンツ」へ改称された1947年のシーズン途中である6月3日に、成績不振に悩まされていた球団から三原へ監督就任を要請された。三原はこれを受諾し、3日後の6月6日に大学の後輩にあたる監督の中島治康に配慮する形で助監督兼技術顧問として復帰した。同年9月には総監督に就任するが、この年の読売ジャイアンツは5位に終わる。

### 別所事件とポカリ事件、排斥運動
1948年は中島に代わって全試合で三原が指揮を執って2位の好成績を残すが、同年オフに別所毅彦の移籍を巡る「別所引き抜き事件」が発生する。なお、当時の球団は監督の大半が背番号「30」を背負っていたが、三原自身は戦前の助監督兼任時代に「21」を着用していたほか、前年に復帰した際には退団まで「31」を付け、のちに西鉄ライオンズの監督就任時には「50」、大洋ホエールズで「60」、近鉄バファローズで「70」、晩年のヤクルトアトムズでは「80」と徐々に番号が大きくなったが、西鉄時代に背番号を変更したのはライバル・水原茂への対抗意識として倍の背番号を選んだとの文献もあるものの、三原本人にこだわりは無かったようである。
1949年には、試合中に対戦相手である南海ホークスの筒井敬三を殴打する「三原ポカリ事件」を起こし、無期限の出場停止処分を受ける。三原の出場停止期間中は中島が指揮を執り、三原の周囲からの救済運動によって後に出場停止100日間へ減じられ、同年7月23日に復帰するとチームは最終的に優勝を果たした。これは巨人によって戦後初の優勝で、日本野球連盟においては最後の優勝となった。
三原の出場停止が明ける頃、学生時代からのライバルで巨人入団後に三塁手を務めていた水原がシベリア抑留から帰国した。ファンや選手からは待ち望んでいた「巨人の功労者」水原のプレーを期待する声が高まったが三原は水原を起用せず、チーム内から三原に対する批判が起きた。シーズンを終えてからはその批判が大きくなり、選手らを中心に三原を排斥して水原を擁立させようとする「三原監督排斥運動」が起きた。球団はこの事態を重く見て「総監督に三原、監督に水原」の人事を発表し、セントラル・リーグに加盟した1950年から現場の指揮権は水原が握ることとなった。監督に就任した水原は三原の監督交代こそ否定的だったが、一方で「三原君は副代表にどうですか?とにかく僕に監督を、ということなら一本でやらせて下さい」と球団に提案している。

### 西鉄監督就任～打倒巨人
1950年のシーズン終了後、前年の1949年まで読売ジャイアンツから移籍していたパシフィック・リーグ、西鉄クリッパースの川崎徳次と球団社長である西亦次郎の説得により、1951年1月30日に西日本パイレーツを吸収合併した新生「西鉄クリッパース」（同年2月28日より「西鉄ライオンズ」）監督に就任した。当初は1月18日に西日本パイレーツの監督へ就任することが発表されていたが、西鉄への吸収合併により宮崎要の後任として三原に白羽の矢が立った。そのために1952年までは引き続き宮崎が監督を名乗り、三原は総監督として指揮を執っていた。

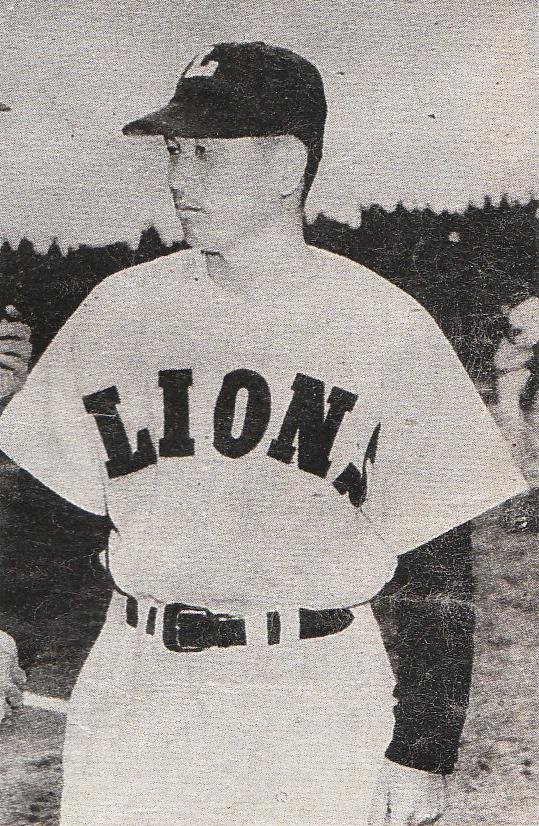
西鉄監督に就任直後の三原（1951年頃）

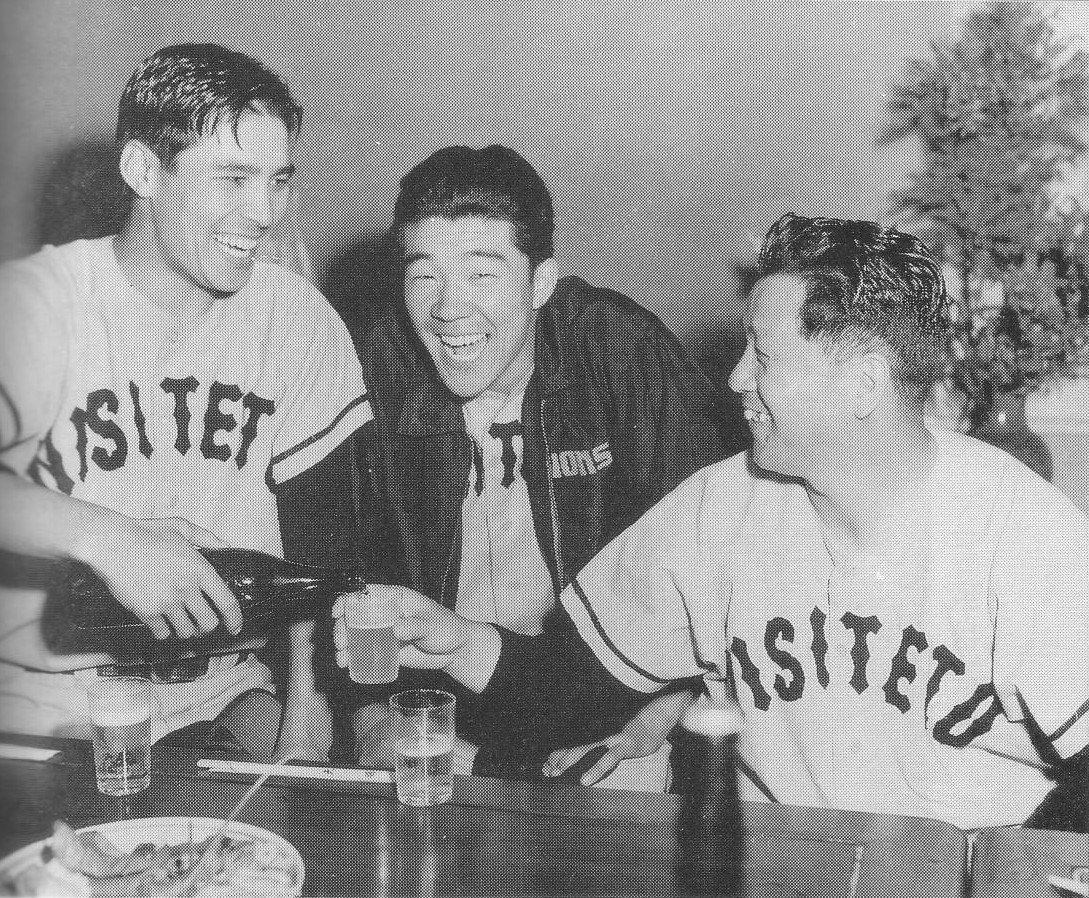
の日本シリーズを制覇し、豊田泰光（左）、稲尾和久（中）と祝杯を挙げる三原

なお、西日本パイレーツの監督に就任することが発表された翌日より、名前の表記を「三原 修」から「三原 脩」に変更している。改名の動機について三原自身が自著で触れることは無かったが、後年になって長男が明かした内容によると、「修学」「修行」などといった発展途上を表す熟語のイメージが強かった「修」の文字から決別したい思いがあったとされ、読売ジャイアンツ監督時代にチームを文字通り「おさめる」ことが出来ず、最終的には排斥運動まで起こったことから監督としてより高い立場からチームを「おさめたい」願いを「脩」の文字に託したようである。
三原は、巨人時代の悶々とした気持ちを晴らすために西鉄ライオンズを強大なチームに育て上げ、日本シリーズでの「打倒巨人」を誓った。1952年に球界屈指のスター選手である「青バット」大下弘の獲得に成功すると、中西太、豊田泰光、稲尾和久ら若手有望株の選手を相次いで獲得し、大下を軸にするチーム作りを始めた。その甲斐あって1954年に初優勝を遂げたが、セントラル・リーグは当時「魔球」と呼ばれたフォークボールを武器に大活躍を見せた杉下茂を擁する中日ドラゴンズが優勝したため、この年では巨人との対戦は叶わなかった。
巨人との日本シリーズが実現したのは1956年で、両者の戦いは「巌流島の決闘」と評されるほどの注目を集め、4勝2敗で三原にとって念願の「巨人を破っての日本一」を達成した。後年、三原は日本経済新聞の「私の履歴書」において当時について回想し、祝勝会で選手らと飲酒している最中に色紙が回ってきて、それに「我勝てり」と書き込んだという。巨人で監督失格の烙印を押されて都落ちした三原の会心の勝利で、西鉄黄金時代の始まりだった。1957年には4勝1分で巨人を無敗で一蹴するなど、選手の間からは「パ・リーグで南海や大毎に勝つ方が難しい」といった声も聞かれるほどだった。

### 神様、仏様、稲尾様
1958年、西鉄は3年連続で巨人との日本シリーズを戦うこととなり、長嶋茂雄（立教大学）が加入した巨人が3連勝し、王手をかける。第3戦の翌日未明に三原が徹夜の麻雀の途中で降雨に気付き、球団社長の西へ電話を掛けて第4戦の中止を取り決めた。「フル回転だった稲尾を休ませたい」「ツキを変えたい」思惑があったが逆転優勝の勝算があってのことではなかった。雨は翌朝には上がって快晴となったため、巨人は西鉄側の中止決定に対して猛抗議したが、三原の回想には「水原自身が電話を掛けて激しく詰め寄って来たので『どうせ君が勝つんだから良いじゃないか』といって一方的に受話器を下ろした」とあり、水原の慢心を誘う揺さぶりではなく三原の本心だった。選手側もいまさら挽回は無理だろうという雰囲気だったが、「このまま平和台で優勝を決められれば、荒っぽい九州のファンに殺される。せめて2勝して東京まで行って決めよう」という消極的な積極論に同調し、西鉄は雨天中止による中1日登板の稲尾が完投して第4戦に勝利すると、第5戦も延長戦の末に勝利を挙げて連勝、シリーズは舞台を後楽園球場に移した。第5戦での稲尾は3点を追う時点での連投（ロングリリーフ）だったが、これは三原が敗戦を前提として、試合後に「エース（稲尾）を起用して負けたんだから仕方ない」という言い訳をするための起用だった。しかし三原の本心を知らない選手は、稲尾のリリーフを「監督はまだ勝負を諦めていない」と解釈して奮い立ち、同点に追いついたのち逆転に成功し、シリーズの流れは完全に西鉄へ傾いた。結局、稲尾は東京での第6戦、第7戦でも完投し、巨人は本拠地でも、長嶋をもってしても、西鉄の流れを止められなかった。

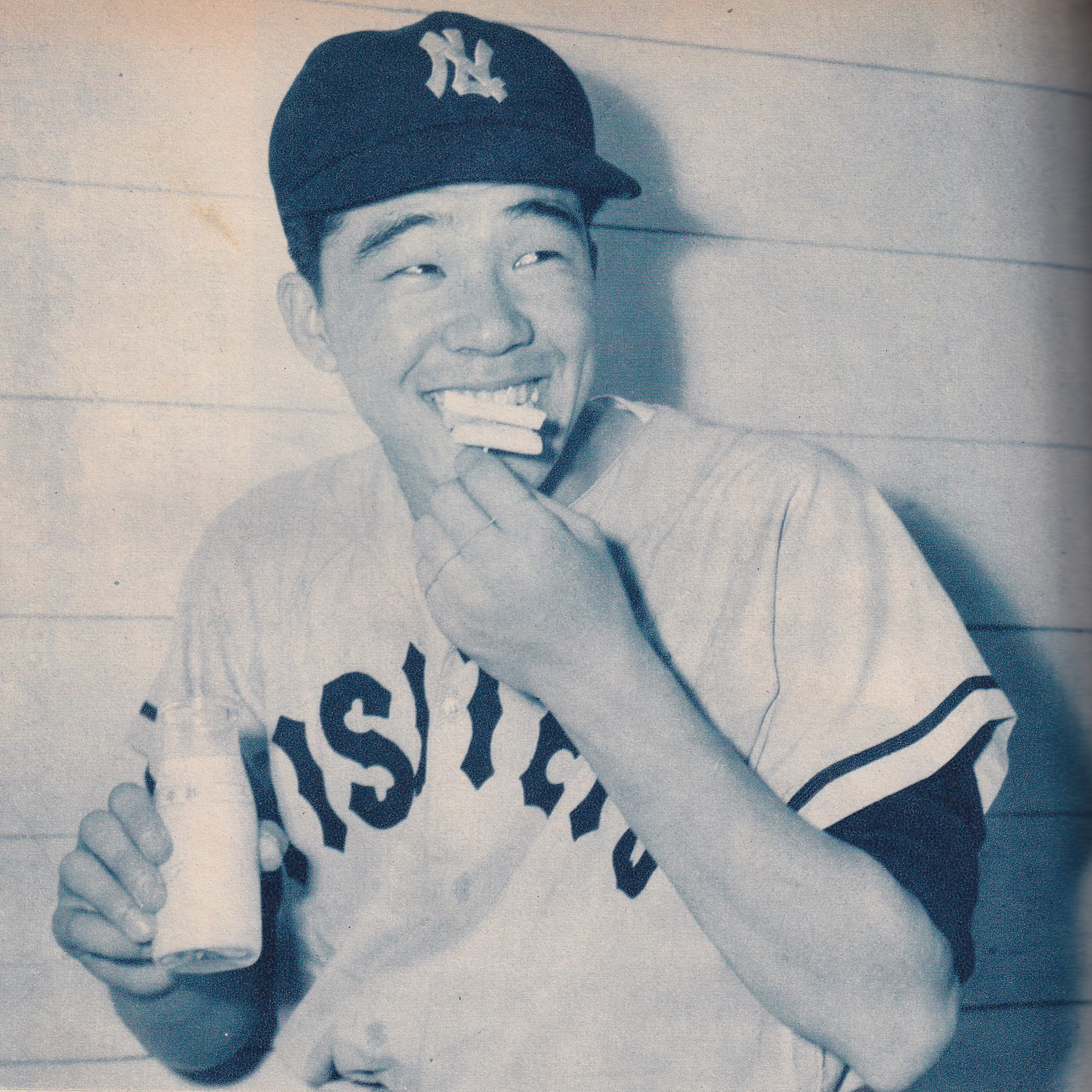
稲尾和久 （1956年）

こうして西鉄は、日本シリーズ史上初の「3連敗からの4連勝」で頂点に立った。稲尾は第2戦を除く6試合に登板して4完投、さらに第4戦から全ての試合に登板して4勝を挙げた。「神様、仏様、稲尾様」はこの時に三原の口から出たものである。後年に病床の三原の元を訪ねた稲尾は、この日本シリーズでの起用の理由を説明したのち、監督失格とまで言った三原に対して、稲尾は「勝ったんだから良いじゃないですか」と慰めるも、三原は気が済まない様子だったと回想している。
球団に不信感を抱いていた三原の意を汲んだ大洋ホエールズが接触して就任寸前まで漕ぎつけたが、かつて三原が記者として勤務していた報知新聞社がこれをスクープし、西鉄に残留する。1959年のシーズンは4位に低迷し、同年11月19日に責任を取る形で西鉄監督を辞し、2日後の11月21日に大洋の監督に就任した。

### 大洋監督～適材適所で日本一

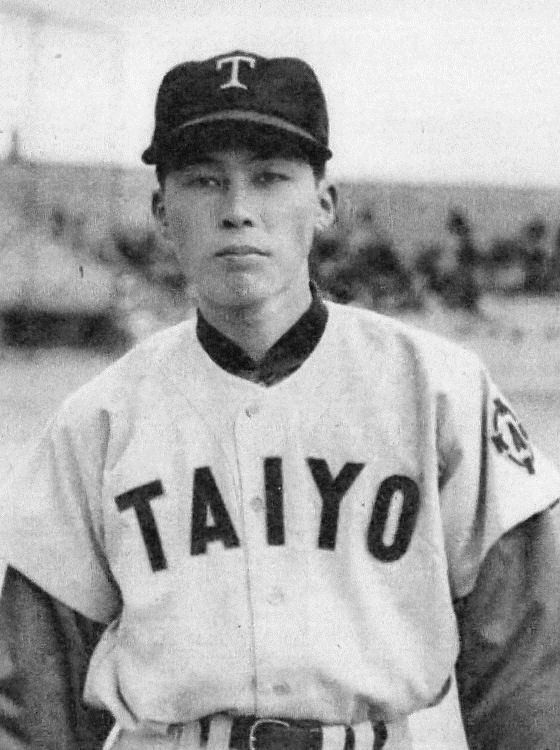
秋山登 （1956年）

当時の大洋ホエールズは1954年から6年連続で最下位に低迷しており、「万年最下位」の大洋に名将・三原が監督に就任したことは大きな話題を呼んだ。周囲の期待は当然ながら常勝軍団の西鉄を築いた三原が大洋をどのように鍛え直すかに集まり、同時に水原率いる巨人とペナントレースで戦うことから「巌流島の戦いの再現」と宣伝された。春季キャンプ中に記者から「目標は勝率5割ですか?」と問われた三原は、突然大声を出して「冗談じゃない!」と一蹴した。続けて「勝率5割を目標にして優勝できますか?大洋の目標は『優勝』です。最下位だと言ってもそれは去年までのこと。前年最下位だから次も最下位だという理屈は無い。前年最下位のチームが優勝した例はアメリカには一杯ありますよ」と捲し立て、いつしか選手はこの言葉に聞き耳を立てていた。
1960年は開幕から6連敗を喫し、エースの秋山登も離脱する苦しい幕開けとなったが、三原の選手起用がすぐに冴え渡り、巨人と優勝争いを繰り広げた。スタミナ不足で前年を未勝利で終えた権藤正利を中継ぎ専門で復活させ、秋山に次ぐ主戦投手だった左腕の鈴木隆も中継ぎで起用して、秋山には復帰後に先発、中継ぎ、抑えの三役を担わせることで接戦での勝利が急増した。そして空いた先発枠には体力のある若手の島田源太郎を抜擢し、投手力の若返りと底上げに成功した。また、近藤和彦・桑田武を除くと打線はリーグ最低の打率だったが、二塁手に新人の近藤昭仁を起用するなど、野手陣の再編にも力を注ぐ。
当時のプロ野球規則ではトレード期限が同年4月末までで、5月以降はトレードが不可能だったが、例外としてコミッショナーが承認すれば移籍可能だったため、三原はこれを利用する。現役時代の後輩である千葉茂が率いる近鉄バファローから、千葉と揉めて出場機会に恵まれていなかった「曲者」鈴木武を獲得して遊撃手として起用するとすぐに優れた適応力を見せ、打者によって守備位置を変え、牽制時に巧みなタッチで走者を度々アウトにするなど、チームの守備力向上に貢献した。鈴木が起用されるまで遊撃手だった麻生実男は守備力で劣るために打力を活かそうとして代打専門、大学時代の負傷の後遺症で打撃力が弱い浜中祥和は守備力と走力を活かして守備固めと代走で重点的に起用するなど、三者三様の能力が生かされるようになった。
さらに三原は投手、野手問わず選手が最も得意とする技術を徹底的に磨くよう指示を出した。権藤にはカーブ、島田には制球力、浜中には走塁といった具合で、三原の手書きメモには「タイプの違った2人の選手の長所を上手く組み合わせて起用すれば、1人のスタープレーヤーに匹敵する戦力が生まれる…」と書かれており、これらの選手を「超二流選手」と呼んで選手を上手く組み合わせる采配を見せ、僅差に強いチーム作りを進めた。実際にこの年は1点差試合が33勝17敗と、約2:1の割合で勝利を掴んでおり、粘る巨人を下して球団史上初のリーグ優勝を成し遂げた。
同年の日本シリーズは「ミサイル打線」との異名を持つ強力打線で優勝した大毎オリオンズだった。「三原をもってしても…」というように下馬評では圧倒的な大毎有利だったが、初戦から全て1点差での試合を制して日本一に輝いた。前年度が最下位だった球団によるリーグ優勝・日本一は日本プロ野球史上初の快挙で、監督として3球団での優勝も史上初だった。この功績が評価され、1961年にはスポーツ界で初となる菊池寛賞を受賞した。
しかし、この年の貧打を投手力でカバーする戦略は長続きしなかった。1961年には一転して最下位に終わったことから、1962年以降は「メガトン打線」を構築する。そして同年と1964年も阪神タイガースと優勝を争いを終盤まで演じたが、いずれも優勝を逃して2位に終わった。その後もチーム成績は向上せず、1967年10月3日に三原は成績不振を理由に辞任を表明する。翌日には球団側もこれを認め、三原は大洋を退団することが決まった。

### 近鉄監督～内部の黒い霧
大洋を退団したばかりの三原の元へ、11月6日に近鉄バファローズから監督就任の要請があり、三原は承諾した。球団との契約金は無く、1年間の単年契約だった。三原は大洋時代と同じように1年目の序盤から優勝争いを繰り広げて話題を呼び、最終的には優勝こそ逃すものの4年連続最下位から脱却して4位で終えた。ところが、1968年11月7日に「会社に背信行為があった」として辞任を申し入れた。球団からの説得によって最終的には留任が決まるが、三原が就任する以前の近鉄には八百長による敗退行為が蔓延しており、三原の判断で八百長に関与していた選手を次々に放出していたことから球団との対立が生じていた。しかし、この時の三原の判断が正しかったことは、1970年の「黒い霧事件」で証明されることとなる。
就任2年目には阪急ブレーブスとの優勝争いを繰り広げる。前年に3年契約を結んでいた三原は、任期満了によって1970年10月24日に退任を発表した。近鉄時代でも選手の指導力は変わらず、永淵洋三を投手・野手の二刀流で起用した後に野手に一本化して首位打者を獲得させたほか、伊勢孝夫・小川亨も主力選手へ育てた。

### ヤクルト監督～若松との出会い
1970年11月7日にヤクルトアトムズの監督に就任した。これまでとは一転して優勝どころかAクラス（2位・3位）入りすら叶わなかったが、三原の就任前年までが勝率.264と、ドラフト制度導入以後の最低勝率を記録した崩壊状態のチームを、1年目は最下位ながらも勝率.419、2年目の1972年には勝率.472の4位、3年目の1973年には同じ4位ながら勝率.488と、徐々に勝率は上がっていく一方で、首位・巨人には4.5ゲーム差まで詰め寄るなど、短期間でチームを立て直すことには成功した。
選手起用の面においても入団直後の若松勉の打撃センスを見抜いてレギュラーに抜擢し、三原と共に打撃コーチとして入団した中西とのマンツーマン指導によって翌年には早くも首位打者を獲得させるなど、のちに若松が大打者として飛躍するきっかけを作った。
松岡弘は「三原さんはその年（1971年）にオープン戦で僕をガンガン使ってくれた。それで、まだ2ケタ勝ったことのない4年目の僕が開幕投手。周りには「なんで松岡が」と不満だった人もいたみたいだけど、三原さんは信頼してくれた。そうしたらその年14勝ですよ。三原さんの魔術にかかっちゃったんだね。そこから72年は17勝、73年は21勝です。三原さんを筆頭にチームで僕を育ててくれてやっぱり期待に応えようとして僕も精神的に強くなれたんかな」、「自分の能力発掘してくれたのは三原監督でした。」と述べている。

### 日本ハム球団社長として
三原はヤクルトアトムズの監督を1973年10月25日に勇退し、同年11月17日に「日本ハム」による日拓ホームフライヤーズの買収へ関与した。日本ハムファイターズ（日本ハム球団株式会社）の代表取締役社長兼球団代表に就任し、監督に娘婿となっていた中西を迎え入れた。だが三原は、試合開始直後の初回に走者が出た場面でいきなり犠打のサインを出した中西の采配を見るや、「監督の器ではない」と思ったという。
結局、チームは1974年・1975年と2年連続の最下位に終わり、三原は中西を首、中西の後任として大沢啓二を招聘した。大沢は三原の期待通りに最下位続きだったチームを優勝争いが出来るまで育て上げ、三原が相談役へ退いた1981年には前身の東映フライヤーズ時代以来19年ぶりとなるリーグ優勝を果たした。この間にも積極的にチームの体質改善を図り、張本勲・大杉勝男・白仁天・大下剛史・高橋直樹などの東映時代の主力を次々に放出した。リーグ優勝を果たした時に残っていたのは宇田東植・千藤三樹男・岡持和彦のみで、同年オフに宇田は阪神タイガースへ移籍し、千藤は現役引退を発表した。同時期に発生した江川事件（1978年）では巨人を除く11球団で江川卓の巨人入団に反対したが、大勢を変えることは出来なかった。

### 晩年
相談役に退いた三原は、1981年に戸籍上も「三原 脩」に改名した。1983年に野球殿堂入りを果たすと、その直後の1984年2月6日に糖尿病の悪化による心不全のため死去した。72歳没。

## 人物
選手としては1934年に発足した大日本東京野球倶楽部の契約第1号だった。なお、日本初のプロ契約選手として三原が紹介される場合もあるが、1920年代に「日本運動協会」などが発足しているため、厳密には誤りである。
東京巨人軍を退団、現役引退後は新聞記者として報知新聞社（戦時中の新聞統制による統合が再分離された際に読売新聞社へ移籍）に勤務していた時期があるほか、晩年には日本ハム球団株式会社（日本ハムファイターズ）の代表取締役社長兼球団代表（のちに相談役）を歴任した。

### 監督としての三原
注目されるのが監督としての三原で、選手の調子やツキを見逃さない慧眼の持ち主で、周囲の予想を超える、あるいは予想に反する選手起用や戦術で数々の名勝負を演出し、その手腕は「三原魔術」「魔術師」「知将」と驚嘆された。日本プロ野球史上において「日本野球連盟」「2リーグ分立」（のちのセントラル・リーグおよびパシフィック・リーグの両方）に加盟する球団での日本シリーズといった、3種類の優勝を経験した唯一の人物である。監督としての通算3248試合出場は日本プロ野球記録で、監督としての在籍球団数（5球団）も藤本定義、石本秀一と並ぶ日本プロ野球タイ記録である（監督代理は含めない）。通算1687勝は歴代2位。

#### 流線型打線
前述のように「三原魔術」と称された三原だが、その魔術の代表的な物として西鉄ライオンズの監督時代の「流線型打線」がある。
犠打や「つなぐ打撃」を期待される2番打者に強打者を配置するもので、当時としてはかなり画期的な取り組みである。1954年にパシフィック・リーグを制覇した際には2番・豊田泰光、3番・中西太、4番・大下弘の強力打線を並べ、三原独自の打線論を披露した。この西鉄の強力打線は「水爆打線」と呼ばれたが、その元祖は松竹ロビンスである。現代のプロ野球においてもこの打線論を引き継いでる部分が多い。
一方、大洋ホエールズの監督に就任した後の1962年には、打撃の良い近藤和彦を2番に据え、小技に長けた近藤昭仁を下位に置くメガトン打線を組んだが、三塁手・桑田武を強引に遊撃手へ据えるほどの守備力を度外視した布陣だったため、1960年に日本一を達成した時とは一転して「接戦に弱い」という弱点が露呈した。

#### 超二流
流線型打線と共に三原の代名詞となったのが「超二流」で、一流では無いが守備や打撃で一芸に秀でた選手を好んで起用していた。西鉄では、打率こそ低いが二塁打を多く放ち、相手から「曲者」と呼ばれた河野昭修を6番でレギュラー起用したほか、滝内弥瑞生を代走や守備要員として、小淵泰輔を内野のユーティリティープレーヤーとして仰木彬と共に起用した。
大洋時代にも守備力に難があった麻生実男を代打の切り札として起用する代わりに、主砲・桑田に対して「打率.250で良い代わりに本塁打を打て!」と指示するなど、弱小と言われたチームで選手の特性を見抜き、多彩な選手起用を見せて成功を収めた。また、「運」「ツキ」の有無を先発起用に反映することもあり、「ツキ」がある選手は実績の有無に関わらず起用して多く成功させている。

#### 負担軽減の起用と心理戦
選手の負担を軽減させる目的で選手起用をすることや、「相手が何か仕掛けてくる」と思わせておきながら、実際は相手の予想に反するか予想以上の結果を引き出すことがある。
大洋ホエールズのエースである秋山登は登板数が嵩んでいたため、負担を軽減するために鈴木隆、大石正彦をショートスターターとして起用することがあった。また、ヤクルトアトムズ監督時代の1973年には小林国男、榎本直樹ら若手投手を3回ずつ登板させた後、主戦投手の松岡弘、浅野啓司を中継ぎで起用させるパターンを練り上げ、その結果、チーム防御率がリーグトップの好成績を記録した。また、同じヤクルト時代には満塁の場面で代打の大塚徹を起用するが、全球を見逃すように指示を出した。相手側に「何か仕掛けてくるだろう」と思わせながら押し出しの四球を狙ったもので、思惑通りに大塚は押し出しの四球を選ぶことに成功した。
大洋時代にはアル・グルンワルド（グルン）、近鉄時代は永淵洋三、ヤクルト時代は外山義明といった、投手でありながら打撃のよい選手には投手として登板後に外野手へ起用（あるいはその逆）したり、代打で起用することもあった。

### 偵察メンバー
当て馬（偵察メンバー）作戦は、三原が西鉄ライオンズの監督を受諾して間もない頃に、南海ホークス監督の鶴岡一人に目まぐるしく投手を交代される「小間切れ交代」に泣かされ、その対抗策として思い付いたものである。1960年9月19日の対阪神タイガース戦（川崎球場）では、1試合に26人もの選手を起用（そのうち偵察メンバーは2人）した。通常、一軍に登録可能な選手の中からベンチ入りが可能な選手は25人までだが、当時は「5月1日から9月15日までの期間以外は、45人の支配下選手登録の中であれば何人でも出場可能」という規則が存在したことがこの作戦に繋がっており、三原は後に「こんな『おかしな』制度があるんだ、ということを提唱したかった」と自ら述べている。
1962年9月22日の対中日ドラゴンズ戦（川崎球場）では、発表した先発選手のなかで若手主体の7人を「偵察」として送り出し、試合開始直後に全員を主力選手に交代させた。以下、そのメンバーの一覧である。
| 打順 | 偵察メンバー | 偵察メンバー | 実際の出場メンバー       | 実際の出場メンバー |
| 打順 | 選手         | 守備位置     | 選手                     | 守備位置           |
| ---- | ------------ | ------------ | ------------------------ | ------------------ |
| 1    | 青山勝巳     | 右翼手       | フランシス・アグウィリー | 三塁手             |
| 2    | 松久保満     | 左翼手       | 島田幸雄                 | 一塁手             |
| 3    | 近藤和彦     | 中堅手       | 近藤和彦                 | 中堅手             |
| 4    | 蓜島久美     | 遊撃手       | 桑田武                   | 遊撃手             |
| 5    | 的場祐剛     | 三塁手       | アル・グルン             | 右翼手             |
| 6    | 平山佳宏     | 二塁手       | 長田幸雄                 | 左翼手             |
| 7    | 上田重夫     | 一塁手       | 鈴木武                   | 二塁手             |
| 8    | 山田忠男     | 捕手         | 島野雅亘                 | 捕手               |
| 9    | 秋山登       | 投手         | 秋山登                   | 投手               |

この「偵察メンバー」作戦はエスカレートし、プロ野球全体の大問題となった「サイン盗み」を、パシフィック・リーグで最初に行ったのは西鉄監督時代の三原で、乱数表の導入も近鉄監督時代の三原だと言われている。三原の回想によれば、サイン盗みは「外野のスパイが団扇の向きを変える」などして選手に伝えていたという。

### 三原の日本シリーズ

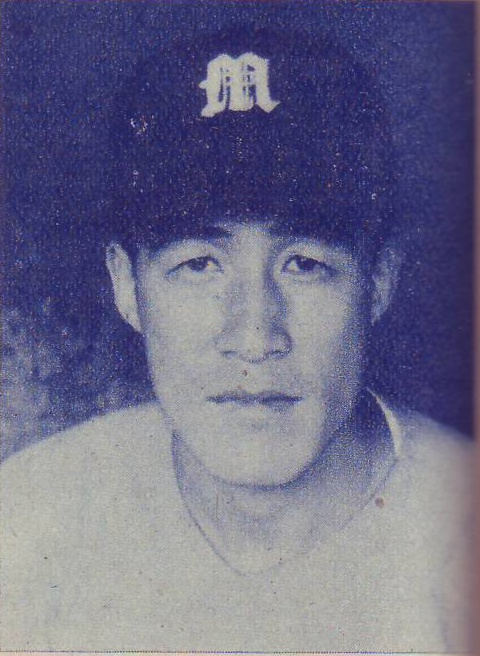
西本幸雄 （1955年）

前述の「偵察メンバー」は日本シリーズでも行われている。
1960年の日本シリーズ（対大毎オリオンズ戦）の先発投手では、シーズン全体で中継ぎが主体だった鈴木隆を起用し、1回表の途中でエース・秋山登に交代させた。同年のオープン戦で秋山から快打を連発させていた石川進を秋山と対戦させないようにするのが目的で、走者が出たところでの交代と決められていたが、実際には石川は先発起用されなかった。
なお、この初戦を翌日に控えた前夜に、日本教育テレビ（NET）で「シリーズ直前インタビュー」と題して大毎監督・西本幸雄と大洋監督・三原の対談番組が放送される予定だったが、予定時間になっても三原が現れず、西本と番組のホスト役だった野球解説者の佐々木信也との対談に終始した。翌日、佐々木と番組スタッフが川崎球場の監督室にいた三原を訪ねて抗議したところ、三原はそこでNETを侮辱したかのような発言をしたため、温厚だった佐々木を激怒させた。早稲田大学出身の二塁手だった三原は、慶応大学出身の二塁手だった佐々木に対して良い感情を持っておらず、これ以前にも伏線めいた話として、シーズン中に土井淳がスクイズを決めたのに対し、佐々木は三原がいつサインを出したのかが見抜けなかった。試合後、佐々木が監督室の三原へ聞きに行くも、見下したような顔で「あれば見事なスクイズでしたねぇ」としか返事がもらえず、佐々木は東京六大学で同期だった土井本人に真相を尋ねたところ、オフレコを条件に「自分が出していた。（三原）監督は時々、選手の判断に任せてサインを出させることがある」と告白されている。実際、西鉄時代に2番打者としてプレーした豊田泰光は「ヒッティング、バント、ヒットエンドラン」の選択を三原から任せられ、塁上の走者に豊田が自らサインを出していたことがある。
偵察メンバーを多用する三原だが、1958年の日本シリーズ（対読売ジャイアンツ戦）においては先発出場のメンバーを事前に公表することとなっていた。しかし三原は、第6戦（後楽園球場）で事前に公表した打順とは異なる選手を起用（玉造陽二から花井悠へ変更）していた。これを巨人監督・水原茂はルール違反として抗議したために試合開始が当初より遅れたが、三原は事前公表に反する起用とは意に介さず、むしろ抗議中は西鉄側でバットを振っていればいいが、守備に就いた巨人側は投手の肩が冷えないように神経をすり減らすことになると踏んだために逆に喜んだという。
日本シリーズでの三原は「偶数戦（第2・4・6戦）必勝主義」を唱えていた。1956年の日本シリーズでは初戦で黒星を喫したがこれは計算済みで、偶数戦に勝利することが重要であるとの考えである。この考えは後に「2戦目重視主義」のルーツとなる。

### 永遠のライバル・水原茂

三原と水原の銅像

早稲田大学時代の1931年春季の「早慶戦」2回戦において三原がホームスチールを決めた試合は現在でも語り草となっているが、その試合を含めて3連投していたのは「伊達の3連投」の伊達正男で、ホームスチールを決めた瞬間に登板していたのが水原茂だった。水原と三原は同じ香川県出身で、「宮本武蔵・佐々木小次郎」にも例えられるほどの永遠のライバルとされている。1951年に三原が西鉄ライオンズの監督に就任してから初めてのキャンプでは「我、いつの日か中原（ちゅうげん）に覇を唱えん」と第一声を発したとされる。また、1956年から3年間に渡って日本シリーズで対決し、「巌流島の戦い」と呼ばれた。
三原がヤクルトアトムズの監督に就任した1971年に、水原は中日ドラゴンズの監督を務めていた。この年のセ・リーグ最終戦となった10月9日は両者の最終対決が川崎球場で行われ、中日が勝利した。これによって同年の両球団の対戦成績は12勝12敗2分と完全な五分となった。
犬猿の仲とも評された三原と水原だったが共にユニフォームを脱いだ後も交流は続いたそうで、晩年は三原がパ・リーグ会長、水原がセ・リーグ会長となる計画もあったが、実現することなく両者とも鬼籍に入った。

### 西本幸雄との因縁
前述の対談番組以降も、西本とは縁が続いた。三原が近鉄を率いて初優勝に挑んだ1969年に、阪急の監督としてそれを阻んだのが西本だった。その10年後に西本が近鉄の指揮を執り、三原が達成できなかった近鉄の初優勝が実現した。
また、当時三原が相談役を務めていた日本ハムが、球団譲渡以来の初優勝（1980年後期）に“マジック1”と迫ったシーズン最終戦に西本が率いる近鉄に大敗し、後期およびシーズン優勝を近鉄に譲っている。

### その他
1956年のシーズン最終戦で、既に二冠を確定させて三冠王の可能性もあった中西をあえて休ませ、同僚の豊田に5毛の差で首位打者を獲得させた。三原は中西に対して直接「お前は二冠も取れたんだからもう良いだろう」と説得したという。中西がそのまま三冠王を獲得していれば二リーグ分立以降では初の三冠王であったが、この頃は世間一般にも「三冠王」という概念が無かったとも言われている。
大洋ホエールズの監督時代に阪神タイガースとの優勝争いが激化していた頃のある日、国鉄スワローズ戦に敗れた後で三原が「死に馬に蹴られた」と発言した。これに激怒したのが金田正一で、金田は残る1試合の対大洋ホエールズ戦に登板して完投勝利を収め、その試合によって大洋が優勝を逃す遠因になった。また、国鉄が3試合残っていた対阪神タイガース戦では金田も、主力投手の村田元一も登板しなかったため、「国鉄は大洋に優勝させたくなかったのだろう」と言われた。
外国人選手をめぐるトラブルに泣かされることが多く、近鉄監督時代はカール・ボレスの我儘に耐えかねて娘婿の中西が監督を務める西鉄へ放出したが、それが「黒い霧事件」の発端となっている。ヤクルト監督最終年度である1973年にはジョー・ペピトーンを巡るトラブルに巻き込まれ、日本ハム球団社長に就任したばかりの1974年にはバール・スノーの失踪騒動に遭った。三原は1973年を最後に監督業を退いたが、三原は明治時代生まれで最後のプロ野球監督だった。三原は明治44年（1911年）生まれで、1976年に太平洋クラブライオンズの監督に1905年（明治38年生まれ）のレオ・ドローチャーを招聘して契約までこぎつけたものの、直後に病気のため就任が見送りとなった例がある。
日本ハム球団相談役の職についていた1981年10月1日、新たに人名用漢字に追加された54字に三原の名前である「脩」が入っていたため、その取材を受けたことがある。1951年より「三原修」から「三原脩」に改名したが戸籍上は長らく「三原修」のままだった。これは、漢字の使用に制限が設けられた「戸籍法」が1948年に施行され、「脩」が当用漢字に含まれず、1951年に新設された人名用漢字にも含まれなかったためである。前述の人名用漢字に追加された際に、三原も「脩」への改名申請を家庭裁判所に申請したほか、野球外でも「三原脩」の名前を使用していた実績からすぐに改名が認められ、晩年にようやく「三原脩」が本名になった。なお、「脩」の字は、1951年に人名用漢字を新設する際に参考にされた1940年出版の「標準名づけ読本」が選んだ500字に含まれない、決して常用平易とは言えない漢字だったが、1975年に法務省民事局が行った調査では「人名に用いる常用平易な漢字として追加すべき漢字」の44位にランクインし、1981年の追加に至った。これは三原の影響力もあったと推測されている。
新聞記者時代に野球評を書いていた一方、野球解説者としての活動は、監督時代に出場が叶わなかった年の日本シリーズ中継のゲスト出演、日本ハム球団代表時代のKBCラジオ制作中継への本数契約による出演にとどまった。
西鉄監督時代に西村貞朗（1958年7月19日）、大洋時代に島田源太郎（1960年8月11日）と佐々木吉郎（1966年5月1日）、近鉄時代に佐々木宏一郎（1970年10月6日）の完全試合を自軍監督として見届けている。

## 詳細情報

### 年度別打撃成績
| 年 度     | 球 団     | 試 合 | 打 席 | 打 数 | 得 点 | 安 打 | 二 塁 打 | 三 塁 打 | 本 塁 打 | 塁 打 | 打 点 | 盗 塁 | 盗 塁 死 | 犠 打 | 犠 飛 | 四 球 | 敬 遠 | 死 球 | 三 振 | 併 殺 打 | 打 率 | 出 塁 率 | 長 打 率 | O P S |
| --------- | --------- | ----- | ----- | ----- | ----- | ----- | -------- | -------- | -------- | ----- | ----- | ----- | -------- | ----- | ----- | ----- | ----- | ----- | ----- | -------- | ----- | -------- | -------- | ----- |
| 1936秋    | 巨人      | 13    | 55    | 43    | 3     | 9     | 2        | 1        | 0        | 13    | 2     | 5     | --       | 1     | --    | 11    | --    | 0     | 8     | --       | .209  | .370     | .302     | .673  |
| 1937春    | 巨人      | 47    | 214   | 186   | 31    | 45    | 9        | 1        | 0        | 56    | 24    | 12    | --       | 5     | --    | 23    | --    | 0     | 13    | --       | .242  | .325     | .301     | .626  |
| 1938春    | 巨人      | 11    | 44    | 34    | 5     | 7     | 0        | 1        | 0        | 9     | 1     | 1     | --       | 0     | --    | 10    | --    | 0     | 3     | --       | .206  | .386     | .265     | .651  |
| 1938秋    | 巨人      | 37    | 172   | 144   | 21    | 31    | 8        | 2        | 0        | 43    | 13    | 9     | --       | 3     | --    | 24    | --    | 1     | 13    | --       | .215  | .331     | .299     | .630  |
| 通算：3年 | 通算：3年 | 108   | 485   | 407   | 60    | 92    | 19       | 5        | 0        | 121   | 40    | 27    | --       | 9     | --    | 68    | --    | 1     | 37    | --       | .226  | .338     | .297     | .636  |

### 年度別監督成績
| 年度       | 年度       | チーム     | 順位       | 試合 | 勝利 | 敗戦 | 引分 | 勝率 | ゲーム差                 | チーム 本塁打            | チーム 打率              | チーム 防御率            | 年齢                     |
| ---------- | ---------- | ---------- | ---------- | ---- | ---- | ---- | ---- | ---- | ------------------------ | ------------------------ | ------------------------ | ------------------------ | ------------------------ |
| 1947年     | 昭和22年   | 巨人       | 5位        | 119  | 56   | 59   | 4    | .487 | 22.5                     | 27                       | .242                     | 2.65                     | 36歳                     |
| 1948年     | 昭和23年   | 巨人       | 2位        | 140  | 83   | 55   | 2    | .601 | 5                        | 95                       | .256                     | 2.27                     | 37歳                     |
| 1949年     | 昭和24年   | 巨人       | 1位        | 134  | 85   | 48   | 1    | .639 | ―                        | 125                      | .273                     | 3.15                     | 38歳                     |
| 1951年     | 昭和26年   | 西鉄       | 2位        | 105  | 53   | 42   | 10   | .558 | 18.5                     | 63                       | .242                     | 2.75                     | 40歳                     |
| 1952年     | 昭和27年   | 西鉄       | 3位        | 120  | 67   | 52   | 1    | .563 | 8.5                      | 94                       | .261                     | 3.08                     | 41歳                     |
| 1953年     | 昭和28年   | 西鉄       | 4位        | 120  | 57   | 61   | 2    | .483 | 13.5                     | 114                      | .253                     | 3.05                     | 42歳                     |
| 1954年     | 昭和29年   | 西鉄       | 1位        | 140  | 90   | 47   | 3    | .657 | ―                        | 134                      | .256                     | 2.17                     | 43歳                     |
| 1955年     | 昭和30年   | 西鉄       | 2位        | 144  | 90   | 50   | 4    | .643 | 9                        | 140                      | .259                     | 2.68                     | 44歳                     |
| 1956年     | 昭和31年   | 西鉄       | 1位        | 154  | 96   | 51   | 7    | .646 | ―                        | 95                       | .254                     | 1.87                     | 45歳                     |
| 1957年     | 昭和32年   | 西鉄       | 1位        | 132  | 83   | 44   | 5    | .648 | ―                        | 94                       | .255                     | 2.15                     | 46歳                     |
| 1958年     | 昭和33年   | 西鉄       | 1位        | 130  | 78   | 47   | 5    | .619 | ―                        | 83                       | .243                     | 2.37                     | 47歳                     |
| 1959年     | 昭和34年   | 西鉄       | 4位        | 144  | 66   | 64   | 14   | .508 | 22                       | 69                       | .236                     | 2.66                     | 48歳                     |
| 1960年     | 昭和35年   | 大洋       | 1位        | 130  | 70   | 56   | 4    | .554 | ―                        | 60                       | .230                     | 2.32                     | 49歳                     |
| 1961年     | 昭和36年   | 大洋       | 6位        | 130  | 50   | 75   | 5    | .404 | 21.5                     | 76                       | .236                     | 3.10                     | 50歳                     |
| 1962年     | 昭和37年   | 大洋       | 2位        | 134  | 71   | 59   | 4    | .546 | 4                        | 100                      | .242                     | 2.73                     | 51歳                     |
| 1963年     | 昭和38年   | 大洋       | 5位        | 140  | 59   | 79   | 2    | .428 | 24                       | 110                      | .237                     | 3.29                     | 52歳                     |
| 1964年     | 昭和39年   | 大洋       | 2位        | 140  | 80   | 58   | 2    | .580 | 1                        | 134                      | .255                     | 3.03                     | 53歳                     |
| 1965年     | 昭和40年   | 大洋       | 4位        | 140  | 68   | 70   | 2    | .493 | 23                       | 136                      | .244                     | 2.81                     | 54歳                     |
| 1966年     | 昭和41年   | 大洋       | 5位        | 130  | 52   | 78   | 0    | .400 | 37                       | 116                      | .247                     | 3.74                     | 55歳                     |
| 1967年     | 昭和42年   | 大洋       | 4位        | 135  | 59   | 71   | 5    | .454 | 25                       | 130                      | .245                     | 3.28                     | 56歳                     |
| 1968年     | 昭和43年   | 近鉄       | 4位        | 135  | 57   | 73   | 5    | .438 | 23                       | 84                       | .234                     | 3.28                     | 57歳                     |
| 1969年     | 昭和44年   | 近鉄       | 2位        | 130  | 73   | 51   | 6    | .589 | 2                        | 118                      | .243                     | 2.78                     | 58歳                     |
| 1970年     | 昭和45年   | 近鉄       | 3位        | 130  | 65   | 59   | 6    | .524 | 13.5                     | 108                      | .233                     | 2.98                     | 59歳                     |
| 1971年     | 昭和46年   | ヤクルト   | 6位        | 130  | 52   | 72   | 6    | .419 | 19                       | .94                      | 234                      | 3.03                     | 60歳                     |
| 1972年     | 昭和47年   | ヤクルト   | 4位        | 130  | 60   | 67   | 3    | .472 | 14.5                     | 115                      | .254                     | 3.73                     | 61歳                     |
| 1973年     | 昭和48年   | ヤクルト   | 4位        | 130  | 62   | 65   | 3    | .488 | 4.5                      | 78                       | .228                     | 2.60                     | 62歳                     |
| 通算：26年 | 通算：26年 | 通算：26年 | 通算：26年 | 3248 | 1687 | 1453 | 108  | .537 | Aクラス14回、Bクラス12回 | Aクラス14回、Bクラス12回 | Aクラス14回、Bクラス12回 | Aクラス14回、Bクラス12回 | Aクラス14回、Bクラス12回 |

※1 太字は日本一
※2 1949年は2リーグ分立により6試合、1951年は日米野球開催のため15試合未消化のまま終了
※3 1954年から1955年、1963年から1965年までは140試合制
※4 1958年から1962年、1966年から1996年までは130試合制

### 表彰
- 野球殿堂競技者表彰（1983年）
- 菊池寛賞（1961年）

### 背番号
- 21（1936年 - 1938年）
- 31（1947年 - 1950年）
- 50（1951年 - 1953年）
- 60（1954年 - 1967年）
- 70（1968年 - 1970年）
- 80（1971年 - 1973年）

### 登録名
- 三原 修（1936年 - 1938年、1947年 - 1950年）
- 三原 脩（1951年 - 1973年）

## 関連情報

### 著書
「三原修」名義
- 『私の野球生活』（1947年 東亜出版社）
- 『私の新しい野球戦術』（1948年 大泉書店）
- 『少年野球読本』（1949年 読売新聞社）

「三原脩」名義
- 『監督はスタンドとも勝負する』（1963年、朝日新聞社）
- 『三原メモ』（1964年、新潮社）
- 『現代の野球』（1971年 ベースボール・マガジン社）※翻訳（著者：ギル・ホッジス）
- 『勝つ：戦いにおけるツキとヨミの研究』（1973年、サンケイ新聞社出版局）
- 『ギル・ホッジスの戦法：現代の野球』（1978年3月、ベースボール・マガジン社）※翻訳（著者：ギル・ホッジス）
- 『風雲の軌跡：わが野球人生の実記』（1983年7月、ベースボール・マガジン社 ISBN 4583023448）
- 『人づかいの魔術：私の野球人生から』（1983年8月、講談社 ISBN 406200562X）

### 出演映画
- 『エノケンのホームラン王』（1948年9月9日、東宝）
- 『鉄腕投手 稲尾物語』（1959年3月21日、東宝） ※監修も務める

### 出演番組
- KBCジャンボナイター（KBCラジオ）